# Масовидні явища психіки
Масовидні явища психіки — це феномени, описувані в психологічних термінах, що виникають та існують у великих соціальних групах або масах людей.

## Основні напрямки
У науковій літературі з психології мас найчастіше виділяються й обговорюються наступні масовидні явища психіки: масову свідомість, масовий настрій, масова, або суспільна, думка, масові психічні стани, масові соціальні установки, мода, чутки, віра (релігія) і масові реакції людей на рекламу — комерційну і політичну. Дамо короткі визначення перерахованих видів масовидність явищ психіки.
Масовою свідомістю називається середній рівень свідомості мас людей, який включає їх знання, освіту, культуру, цінності, уявлення, оцінки, соціальні норми. Якщо виходити зі змісту індивідуальної свідомості людини і переносити уявлення про нього на розуміння свідомості людей, що входять в ту чи іншу велику соціальну групу, то ми отримаємо саме загальне розуміння того, що являє собою масову свідомість. Правда, в цьому випадку воно буде мати абстрактний і занадто узагальнений характер, оскільки його характеристика не буде повністю ставитися до жодного конкретного представника даної маси людей. Серед відповідної маси людей можуть виявитися індивіди, чия свідомість буде істотно відрізнятися від свідомості інших її учасників і від середньої свідомості всієї маси людей.
Масовим настроєм можна назвати загальний, домінантний в цій безлічі людей психологічний настрій. Відмінність масового настрою від індивідуального настрою полягає в тому, що настрій окремо взятих індивідів залежить від випадкових обставин їхнього життя, воно часто і періодично змінюється. Настрій мас людей є набагато стійкішим. Він мало залежить від настрою окремих індивідів і в набагато більшому ступені визначається соціальними умовами, в яких в цей момент часу знаходиться відповідна маса людей. Крім того, для настрою мас людей не характерні такі глибокі періодичні коливання, які властиві індивідуальним настрою. Так, наприклад, у змінах психологічного настрою мас людей майже ніколи не зустрічаються такі крайнощі, як ейфорія або депресія. Індивідуальному настрою вони, своєю чергою, притаманні.
Масове, або суспільне, думка визначається як узагальнене (колективне) думка мас людей з якогось питання. Воно практично ніколи не буває єдиним, і тому соціологи — саме вони найчастіше і займаються вивченням громадської думки — представляють його у вигляді деякого роду імовірнісного розподілу індивідуальних думок великої кількості людей. У цьому розподілі (як правило, вибірковому) називаються різні точки зору представників однієї і тієї ж маси людей з обговорюваного питання і вказується кількість людей, які дотримуються тієї чи іншої точки зору. Масове (суспільне) думка встановлюється у тій думці, якого дотримується більшість учасників даної маси.
Масові психічні стани — це стани, які характеризують більшість людей у відповідній масі на цей момент часу. Вони, як і настрою, описуються в тих же термінах, за допомогою яких характеризуються індивідуальні психічні стани (настрою) людей. Що стосується динаміки масових психічних станів, то відносно її справедливо все те, що вище говорилося про динаміку масових настроїв.
Масовими комунікаціями називають ситуацію в сучасному суспільстві практику обміну інформацією між масами людей за допомогою різних матеріальних і технічних засобів, включаючи засоби зв'язку: преса, радіо, телебачення, телефон, Інтернет і т. П. За допомогою масових комунікацій встановлюють загальне в психології і поведінці мас людей, які обмінюються між собою різноманітною інформацією, зокрема колективні ними загальні соціальні установки.
Масові соціальні установки — це більш-менш однакове і стійке ставлення мас людей до того, що відбувається з ними і навколо них. Трикомпонентна структура індивідуальних соціальних установок може бути перенесена і на масові соціальні установки. У них також можна виділити знання мас людей про ту чи іншу соціальну подію або об'єкт, емоційне ставлення до нього, реальні або потенційні дії, що вживаються масами людей відносно даної події або об'єкта.
Мода як масовидне явище психіки являє собою те, що в цей момент часу є найпопулярнішою серед мас людей. Це не обов'язково і не тільки мода у вузькому її розумінні — мода на якійсь конкретні предмети побуту чи одягу; це також мода на думки, ідеї, твори літератури чи мистецтва, на все те, що з часом змінюється і може на деякий час стати популярним серед мас населення.
Під чутками розуміють не цілком доказову, неперевірену, офіційно не підтверджену інформацію, поширювану серед мас людей суто з вуст у вуста, тобто безпосередньо від людини до людини в процесі спілкування людей один з одним.
Віра або релігія — це те, у що вірять маси людей, не вимагаючи доведення істинності цього і не сумніваючись у правильності своїх переконань. Традиційно під вірою розуміється те, про що говориться в релігійних писаннях і що визначається представниками релігії як істинне. Це, наприклад, судження про те, існує чи не існує Бог, про те, як влаштований світ, як він виник, хто ним управляє, яким чином повинен поводитися людина в цьому світі, від чого залежить його доля, та інші питання. Віра як масовидне явище психіки традиційними релігійними вченнями не обмежується. Це може бути віра людей у що завгодно, і не обов'язково в те, що визнається і проголошується представниками офіційно наявних релігій.

## Різновиди
Іноді масовидність явищем психіки також називають рекламу. Щиро кажучи, це не зовсім вірно, оскільки реклама — це тільки різновид соціальної активності людей. Сама по собі реклама не виступає як масовидне психологічне явище і являє собою скоріше соціальне явище. Психологічним аспектом реклами, відносячи її до масовидних психічних явищ, стає сприйняття і реагування мас людей на рекламу.